# Bulletin of the American Meteorological Society
Das Bulletin of the American Meteorological Society (kurz: BAMS) ist eine monatlich erscheinende begutachtete wissenschaftliche Fachzeitschrift, die seit 1920 von der American Meteorological Society herausgegeben wird. Die Zeitschrift ist das offizielle Organ der Gesellschaft und publiziert neben wissenschaftlichen Arbeiten unter anderem auch Nachrichten zu Aktivitäten der AMS.  
Der Impact Factor lag im Jahr 2016 bei 7,281, der fünfjährige Impact Factor bei 10,757. Damit lag die Zeitschrift beim zweijährigen Impact Factor auf Platz 2 von 85 wissenschaftlichen Zeitschriften in der Kategorie „Meteorologie und Atmosphärenwissenschaften“.